# Fugazi
A Fugazi amerikai post-hardcore és a punk-zenekar, 1987-ben alakult meg Washington, D.C.-ben. A zenekar állandó tagjai: a gitáros-énekesek: Ian MacKaye és Guy Picciotto, a basszusgitáros Joe Lally és a dobos Brendan Canty. A Fugazi a DIY (Do-It-Yourself) felfogás és az üzleti gyakorlatuk révén váltak ismertté. A zenekar 2002-ben feloszlott.

## Történet

### Alakulás
Miután a hardcore punk zenekar, a Minor Threat feloszlott, Ian MacKaye továbbra is aktívan részt vett néhány rövid életű zenekarban, leginkább az Embrace-ben. MacKaye elképzelése egy olyan project volt, ami "olyan mint a The Stooges reggae-vel", de csak félve/óvatosan alakított más zenekart az Embrace feloszlása után.

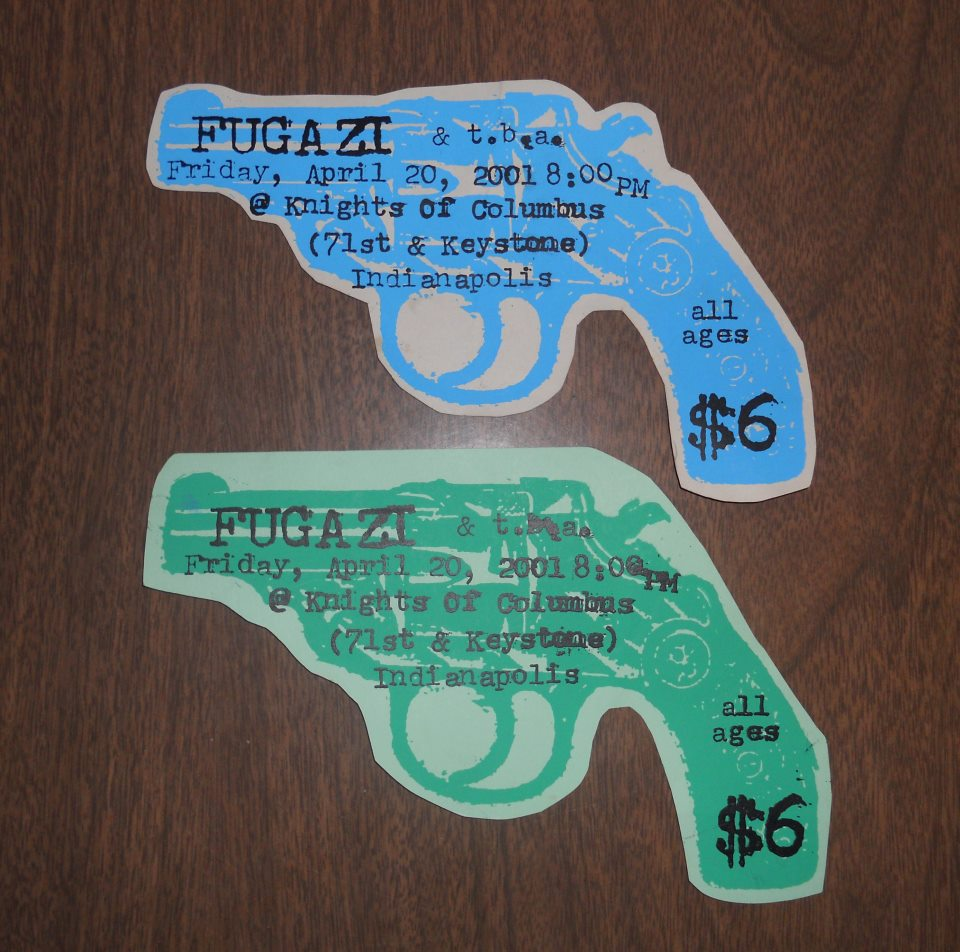
Limitált számú, kézzel készített Fugazi-koncertjegyek 2001-ből, az indianapolisi koncertről.

MacKaye emlékeztetett, "Az én érdeklődésem és elképzeléseim nem feltételek egy zenekarban [per se], csak az emberek, akik velem együtt akarnak zenélni."
MacKaye az ex-Dag Nasty dobosával, Colin Sears-el, a basszusgitáros Joe Lally-vel közösen megkezdte a gyakorlást 1986 szeptemberében.
A próbálkozások után néhány hónappal, Sears visszatért a Dag Nasty-be és a helyébe Brendan Canty (Rites of Spring) lépett.
Egy nap Guy Picciotto (a Canty's Rites of Spring zenekar tagja), csak benézett egy próbára megnézni hogy van a barátja, de sokáig maradt. Mint bevallotta: régóta foglalkozott a gondolattal, hogy csatlakozik a zenekarhoz.
De Picciotto-nak úgy érezte, nincs itt helye, mint mondta: "Úgy tűnt, minden teljesen rendben van [...] Egészen más zenét szerettem volna csinálni Brendan-nal. Nekem úgy tűnt, hogy ez egy szolid, teljesen kerek zene"